# Jiang Zhipeng
Jiang Zhipeng (Qingdao, 6 de março de 1989) é um futebolista chinês que atua como zagueiro ou volante. Atualmente, joga pelo Hebei China Fortune.

## Carreira
Jiang Zhipeng representou a Seleção Chinesa de Futebol na Copa da Ásia de 2015.

## Títulos
Shanghai Dongya
- China League Two (3ª divisão): 2007

### Individuais
- Seleção da Super Liga Chinesa: 2016, 2017